# Ndabaningi Sithole
Ndabaningi Sithole (Nyamandhovu, 31 de juliol de 1920 - Filadèlfia, 12 de desembre de 2000) va ser un escriptor, pastor congregacionalista i polític de Zimbàbue, va ser un dels fundadors de la Unió Nacional Africana de Zimbàbue (ZANU), organització que es va oposar al govern de la República de Rhodèsia, i va passar a la presó 10 anys.

## Biografia
Educat a diferents missions cristianes, va aconseguir una beca per estudiar magisteri al Waddilove Training Institute (1939-1941) i va treballar com a professor a diferents escoles i instituts del Protectorat de Rhodèsia. Al 1948 va realitzar estudis bíblics a la Tegwani Training Institution, convertint-se en predicador metodista, primer de l'Església Metodista de la Gran Bretanya i des de 1950 de l'Església Metodista Unida i professor en la Missió Americana Metodista, que el va enviar als Estats Units per a estudiar teologia entre el 1955 i el 1958 al Newton Theological College, ordenant-se ministre de l'Església Unida de Crist a la seva tornada a Rhodèsia l'any 1958.
La publicació del seu llibre African Nationalism i la seva prohibició immediata pel govern de minoria branca va motivar la seva entrada en política amb l'organització de Joshua Nkomo, el Partit Demòcrata Nacional.

## ZANU
Va fundar la Unió Nacional Africana de Zimbàbue a l'agost de 1963 amb Herbert Chitepo, Robert Mugabe i Edgar Tekere. El congrés del partit es va celebrar en Gwelo al 1964, on va ser escollit president, amb Robert Mugabe com a secretari general. Poc després, el govern de Ian Smith va prohibir el ZANU i Sithole, Mugabe, Tekere, Nyagumbo i Takawira van ser arrestats. A la presó, va autoritzar específicament a Chitepo que continués la seva lluita a l'estranger com a representant de ZANU. La condemna de Sithole va ser per tramar l'assassinat de Ian Smith. En sortir de la presó en 1974, Sithole es va exiliar a Tanzània.
El 18 de març de 1975 van assassinar a Herbert Chitepo a Lusaka amb un cotxe bomba. A Moçambic, Mugabe va assumir unilateralment el control de ZANU. A la fi d'aquest any ZANU es va escindir i una facció, principalment formada pels ndebeles, va seguir a Joshua Nkomo. Sithole va fundar el ZANU-Ndonga, més moderat, renunciant a la lluita armada, el ZANU de Mugabe, reanomenat ZANU PF i controlat principalment per shonas, seguia una agenda més militant.
Sithole es va unir a un govern de transició de blancs i negres el 31 de juliol de 1979. Més tard, al setembre de 1979, va presenciar l'acord de la Lancaster House, presidit per Lord Carrington, que aplanava el camí per a celebrar eleccions, mes els guerrillers de ZANLA de Mugabe van atacar la zona d'influència de ZANU-Ndonga i no va aconseguir cap diputat en les eleccions.
En sentir perillar la seva vida, Sithole es va exiliar al Regne Unit al 1980 i després, el 1984, a Silver Spring (Maryland, els Estats Units). Va tornar a Zimbàbue en 1992 i en 1995 va sortir triat per la circumscripció de Chipinge i va presentar la seva candidatura a les eleccions presidencials de 1996.
Al desembre de 1997 un tribunal el va condemnar per conspiració contra Mugabe i el govern el va inhabilitar per a acudir al parlament. No obstant això, Sithole va guanyar de nou un escó en les eleccions de juny de 2000

## Obra
Sithole és autor de la primera novel·la en nbedele Umvukela WamaNdebele publicada el 1956 per l'Oficina de Literatura de Rhodèsia del Sud amb el títol de Amandebele kaMzilikazi. També és autor de The Polygamist, una novel·la publicada en 1972.